# Ujna maolanana
Ujna maolanana är en insektsart som beskrevs av Yang och Li 2000. Ujna maolanana ingår i släktet Ujna och familjen dvärgstritar. Inga underarter finns listade i Catalogue of Life.